# Duet

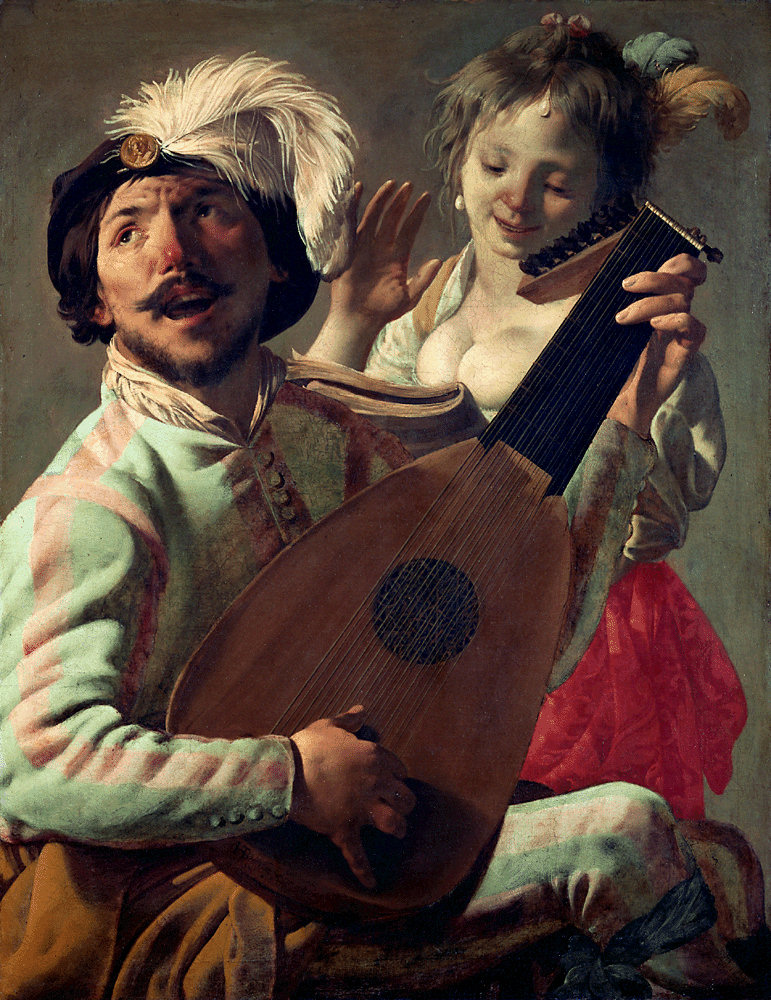
Duet, Hendrick ter Brugghen

Duet – kompozycja przeznaczona dla dwóch śpiewaków lub utwór muzyczny na dwa głosy wokalne, będący samodzielnym dziełem lub częścią jednej z wielkich form muzycznych: opery, operetki, kantaty, oratorium. Duety wokalne często mają charakter pedagogiczny, wówczas występują pod łacińską nazwą bicinium.
Potocznie używa się określenia duet (np. duet fortepianowy, duet gitarowy) dla dwuosobowego zespołu instrumentalnego, w którym żaden z instrumentów nie pełni funkcji akompaniującej. Taki zespół nosi nazwę duo. Również trzyosobowe składy noszą odmienne określenia: tercet – śpiewający, trio – instrumentalne. Od kwartetu wzwyż nie ma rozróżnienia, określenie dotyczy zarówno czterech śpiewaków, jak i czterech instrumentalistów.